# 21529 Джонджеймс
21529 Джонджеймс (21529 Johnjames) — астероїд головного поясу, відкритий 26 червня 1998 року.
Тіссеранів параметр щодо Юпітера — 3,229.